# IC 2640
IC 2640 ist eine Elliptische Galaxie vom Hubble-Typ E3? im Sternbild Löwe auf der Ekliptik. Sie ist schätzungsweise 281 Millionen Lichtjahre von der Milchstraße entfernt und hat einen Durchmesser von etwa 90.000 Lichtjahren.
Im selben Himmelsareal befinden sich u. a. die Galaxien IC 2636, IC 2638, IC 2644, IC 2674.
Das Objekt wurde am 27. März 1906 von Max Wolf entdeckt.